# Nobuhiro Maeda
Nobuhiro Maeda (født 3. juni 1973) er en tidligere japansk fodboldspiller.
Han har spillet for flere forskellige klubber i sin karriere, herunder Verdy Kawasaki og Vissel Kobe.